# Ubaldino degli Ubaldini
Ubaldino degli Ubaldini fu un rampollo della nobile famiglia degli Ubaldini del Mugello Toscano, vissuto all'incirca tra il 1205 e il 1289. Nato sui monti a nord di Firenze nel castello della Pila, era cugino dell'arcivescovo di Pisa Ruggieri degli Ubaldini. A causa della sua condotta di vita fu posto da Dante Alighieri nella sua Divina Commedia nel Purgatorio, precisamente nella cornice dei Golosi.
Era noto infatti fra i suoi concittadini per la sua malsana abitudine di trascorrere gran parte delle sue giornate fra osterie e bordelli, cedendo invariabilmente alle tentazioni del cibo, delle bevande e delle donne. La sua reputazione macchiava il buon nome della  famiglia, che oltre all'arcivescovo Ruggero contava il cardinale Ottaviano degli Ubaldini. Quest'ultimo, per dare sfogo al suo risentimento diffuse la seguente diceria: " la sua mole era così mastodontica che se il sole nel levarsi illuminava il suo volto sul suo fondo schiena era ancora notte fonda".
Abbiamo notizie incerte sulla sua morte, ma la maggior parte dei resoconti affermano che, a causa dell'eccessiva quantità di grasso perì di insufficienza respiratoria e lasciò la sua eredità ai suoi amici e compagni di bevute anche per pagare i suoi debiti al gioco.